# Cola (novela)
Cola es una novela del escritor escocés Irvine Welsh, titulada en inglés Glue, que fue publicada por primera vez en Reino Unido (2001) por  Vintage Books y en España (2003) por  Anagrama. Se trata de la primera entrega de la trilogía Terry Lawson, seguida de  Porno y, después, por  Un polvo en condiciones. Esta novela cuenta la historia de cuatro amigos (Carl, Billy, Terry y Gally) de un barrio obrero de Edimburgo, desde que son pequeños, en la década de los setenta, hasta que son adultos, allá por el año 2002.
Además de relatar el paso de la infancia a la  edad adulta (pasando por la adolescencia) de estos cuatro amigos, Welsh también retrata la situación de la clase obrera en Edimburgo entre 1970 y el comienzo de los años 2000. Esta novela trata numerosos temas, entre los que destacan las drogas, la violencia o el sexo; o la música, el fútbol y amistad.
Esta obra ha sido comparada en varias ocasiones con otra de las novelas del autor,  Trainspotting, ya que ambas tratan sobre un grupo de amigos de Edimburgo. Como curiosidad, los protagonistas de Trainspotting (Sick Boy, Renton, Spud y Begbie) hacen una pequeña aparición en Cola como personajes secundarios.

## Título
En una de las páginas que preceden el comienzo de la novela, consta una pequeña definición del título, cola (en la versión original, Glue ‘ pegamento’): «pasta fuerte, translúcida y pegajosa, que se hace generalmente cociendo raeduras y retazos de pieles, y que disuelta después en agua caliente sirve para pegar». Con este título, el autor crea una metáfora por la cual esta «pasta adhesiva» hace referencia a la amistad que mantiene unidos a los cuatro protagonistas a lo largo de los años, tanto en los buenos como en los malos momentos.

## Ambientación
La historia se desarrolla principalmente en el barrio de Leith, en Edimburgo, entre los años 70 y 2002. Durante esta época y en especial en los barrios obreros de las grandes ciudades, el consumo de  drogas duras como la heroína, la cocaína o el  éxtasis era muy frecuente. Además, el contagio del  Sida era común debido a, por ejemplo, el uso de la misma aguja repetidas veces.
Por otro lado, algo que tuvo un gran impacto cultural en todo Reino Unido (y, posteriormente, en otros lugares de Europa y Estados Unidos) fue el surgimiento de numerosas  tribus urbanas:  Mods,  Rockers,  Punkys y Casuals llenaban las calles de Edimburgo; cada cual con su vestimenta, música o estilo de vida característicos. En muchas ocasiones, había peleas entre grupos de las diferentes tribus urbanas.
Además, el fútbol tiene un papel muy importante para la clase obrera del momento. Los equipos más destacados de Edimburgo son el Hibernian Football Club (Hibs) y el Heart of Midlothian Football Club (Hearts). Eran comunes las revueltas durante los partidos causadas por Hooligans y por los ya mencionados Casuals. Estos últimos surgieron a mediados de los setenta, y se caracterizan por ser una tribu urbana de hinchas agresivos que llevan una vestimenta característica: zapatillas Adidas y ropa de marca, como Lacoste o  Fila.

## Personajes

### Personajes principales
- Terry Lawson: es el más egocéntrico y perezoso de los cuatro. Además, es arrogante, malhablado y desagradable en ocasiones; pero es un amigo fiel que acude cuando alguien que le importa necesita ayuda. Al igual que Andrew, viene de una familia desestructurada (su padre los abandonó a él y a su hermana, Yvonne, cuando eran pequeños). Durante su juventud, es el que más triunfa con las chicas gracias a su atractivo físico, del que destaca su melena de pelo rizado y negro. Según avanza la historia, Terry se va volviendo físicamente más desagradable. Su primer trabajo consiste en repartir zumos en una furgoneta (de ahí su mote, Juice Terry, ‘zumo’ en inglés). Sin embargo, una vez se acaba este primer trabajo, se dedica a vivir del  subsidio del paro y a desvalijar casas.
- Andrew Galloway, «Gally»: es el miembro más sensible, aunque con ciertos episodios de rabia, y más desafortunado del grupo. Su padre se pasa gran parte de la vida de Andrew en la cárcel por cometer varios delitos, dejándolo a él como el «hombre de la casa», a cargo de su madre y su hermana. Debido a una serie de acontecimientos trágicos (un matrimonio fallido, dos estancias en la cárcel y problemas con su expareja, Gail), acaba cayendo en una depresión y consumiendo heroína con la misma aguja utilizada por otras personas. Como consecuencia, se vuelve seropositivo y acaba tomando una dura decisión que distancia al grupo durante un tiempo.
- Carl Ewart: apodado pelo-paja por su color rubio claro, casi blanco. Es el hijo único de una familia estable que se muda de Leith cuando Carl aún es adolescente. Tiene una estrecha relación con su padre, Duncan, quien le inculca una serie de normas éticas como «apoya siempre a tus amigos» y el amor por la música. De hecho, ese gusto por la música es probablemente lo que le lleva a comenzar una carrera como el  DJ N-SIGN, llegando a convertirse en un DJ de éxito. Carl es el miembro más normal del grupo, es comprensivo y juicioso, aunque egocéntrico y algo arrogante a veces.[1]
- Billy Birrell: junto con Carl, Billy proviene de una familia estructurada. Tiene una relación estrecha con su hermano Rab, quien sale con él y sus amigos en varias ocasiones. Es el más sensato de todos, además de responsable y justo. Desde pequeño se dedica al mundo del deporte, primero como jugador de fútbol durante el instituto y, más tarde, como boxeador profesional. Después de su carrera en el mundo del boxeo, decide montar un bar en una de las calles del centro de Edimburgo.

### Personajes secundarios
- Yvonne Lawson: es la hermana pequeña de Terry. En la adolescencia mantiene una breve relación con Billy.
- Alec Connolly: apodado «el tío Alec» por Terry, es un hombre mayor y alcohólico. Es amigo de Terry, a quien ayuda con los robos en casas.
- Gail: es la primera chica con la que se acuesta Andrew. Accidentalmente, se queda embarazada y ella y Gally tienen que casarse. La relación se trunca porque Gail comete una infidelidad y acaban separándose. En una de las peleas tras la separación, Andrew golpea a su hija por accidente y Gail decide quitarle la custodia.
- Duncan Ewart: es el padre de Carl, para quien es un pilar fundamental. Es mecánico en un taller de coches, es trabajador y bueno.
- Rab Birrell: es el hermano pequeño de Billy. Admira a su hermano, al que intenta imitar cuando es pequeño; pero, al final, acaba formando parte de un grupo de casuals hinchas de los  Hibs ( hooligans que se caracterizan por llevar un vestuario característico).